# Zivilverteidigung der DDR

Flagge der DDR-Zivilverteidigung

Symbolbild – Ehrenmedaille 20 Jahre Zivilverteidigung – Leiter der Zivilverteidigung des Bezirkes Dresden

Die  Zivilverteidigung (ZV) der DDR  oder Zivile Verteidigung war eine Organisation für den Bevölkerungsschutz, den Schutz der Volkswirtschaft, der lebensnotwendigen Einrichtungen und der kulturellen Werte vor den Folgen von Katastrophen, Havarien u. Ä. Im Kriegsfall sollte sie auch zum Schutz der eigenen Bevölkerung vor militärischen Kampfhandlungen dienen.

## Geschichte
Die Anfänge der Zivilverteidigung in Deutschland gehen auf Überlegungen nach dem Ersten Weltkrieg zurück, dass der demokratische Rechtsstaat bereits in Friedenszeiten verteidigt werden muss, und sollten den nichtmilitärischen Teil der Verteidigung umfassen. Dabei konnte auf Erfahrungen im Katastrophenschutz aufgebaut werden. Außerdem flossen die während des Zweiten Weltkriegs gewonnenen Erkenntnisse aus Luftschutz, Feuerwehr, Sanitätsdienst etc. ein.
Zum Schutze der Bevölkerung der DDR wurde in den 50er Jahren begonnen, Einrichtungen und Führungsstrukturen für die Bekämpfung von Katastrophen zu schaffen. So wurden besondere Züge und Trupps bei der Feuerwehr gebildet, die 1956 wieder aus deren Bestand herausgelöst wurden.
Auf Ressortebene wurde die Verwaltung Aktiver Brandschutz im Ministerium des Innern (MdI) geschaffen. Auf der Ebene der Räte der Bezirke wurden Arbeitsgruppen eingerichtet. Die leitenden Funktionäre wurden an den Lehreinrichtungen für Luftschutz der Sowjetunion entsprechend ausgebildet. Am 11. Februar 1958 beschloss die Volkskammer der DDR das Luftschutzgesetz als Grundlage der späteren Zivilverteidigung. In der Folgezeit wurden in den Ministerien, den Räten der Bezirke, Kreisen, Kommunen, den volkswirtschaftlich wichtigen Betrieben und Einrichtungen Stäbe und Einsatzgruppen des Luftschutzes gebildet. Zielsetzung war der Aufbau eines Warnsystems, die Aufstellung von Luftschutzformationen, die Schaffung von Reserven für die Versorgung der Bevölkerung und die Schaffung von Schutzräumen.
Mit dem Zivilverteidigungsgesetz vom 16. September 1970 sollte den gewachsenen Forderungen des Bevölkerungsschutzes und der Sicherung lebenswichtiger Bereiche auch im Kriegsfall Rechnung getragen werden.
Dementsprechend folgte der Aufbau der folgenden Einsatzkräfte der Zivilverteidigung: Rettungs-, Bergungs-, Instandsetzungs-, Entgiftungs-, Sanitäts-, Versorgungs-, Aufklärungs- und Geräteformationen sowie Spezialeinrichtungen zur sanitären Behandlung und zur Entaktivierung, Gruppen der ersten ärztlichen Hilfe, Beobachtungsstellen. Die Formationen waren in Züge, Gruppen, Abteilungen, Bereitschaften und Stäbe der Einsatzkräfte gegliedert.

## Führung
Alle grundsätzlichen staatlichen Maßnahmen der Zivilverteidigung beschloss formal der Ministerrat der DDR. Diese wurden in der Regel durch den Nationalen Verteidigungsrat erarbeitet und vorgelegt. Die zentrale Führung der Zivilverteidigung erfolgte durch die Hauptverwaltung Zivilverteidigung  mit Sitz in Berlin.
Die Leiter der Zivilverteidigung in den Bezirken, Kreisen und Kommunen verfügten über entsprechende Stäbe. Die Führungsstruktur war sehr komplex, hatte Überschneidungen und war eher unübersichtlich (siehe Führungsaufbau der ZV 1980).
Zur Lösung der Aufgaben der Zivilverteidigung konnte eine Dienstpflicht eingeführt werden.
Das Personal der Zivilverteidigung bestand aus aktiven Dienst leistenden Soldaten, Unteroffizieren und Offizieren, deren Dienstgrad bis Oberst den Zusatz „der ZV“ hatten; Leitern und Mitarbeitern von Staats- und Wirtschaftsorganen, Betrieben und Einrichtungen sowie ehrenamtlich mitwirkenden Bürgern. Aktiv Dienende trugen an ihrer Uniform einen Ärmelstreifen mit der Aufschrift „Zivilverteidigung“.

### Führung der Zivilverteidigung
| Dienstgrad, Name           | Dienstzeit | Bemerkung                                                                          |
| -------------------------- | ---------- | ---------------------------------------------------------------------------------- |
| Generaloberst Fritz Peter  | 1976–1990  | Leiter der Zivilverteidigung der DDR                                               |
| Generalmajor Rudi Schütz   | 1978–1986  | Stellvertreter des Leiters und Chef des Stabes                                     |
| Generalmajor Werner Zaroba | 1986–1990  | Stellvertreter des Leiters und Chef des Stabes                                     |
| Generalmajor Rolf Fischer  | 1976–1990  | Stellvertreter des Leiters und Chef des Bevölkerungs- und Volkswirtschaftsschutzes |
| Generalmajor Klaus Rude    | 1978–1990  | Stellvertreter des Leiters und Chef Ausbildung                                     |
| Generalmajor Kurt Sommer   | 1977–1990  | Stellvertreter des Leiters und Chef der Politischen Verwaltung                     |

Übrige Generäle der Zivilverteidigung der DDR (1976–1990)
- Generalmajor (a. D.) Hugo Harwardt
- Generalmajor Albert Pankau

## Ausbildung
Die Ausbildung der Angehörigen der Zivilverteidigung erfolgte an entsprechenden „Bezirksschulen ZV“. Zudem bestand in Beeskow das Institut der Zivilverteidigung der DDR als höchste Lehreinrichtung der DDR-Zivilverteidigung. 1979 erhielt das Institut den Status einer Hochschule. Letzter Kommandeur des Instituts war Generalmajor Albert Pankau.
An Hoch- und Fachschulen der DDR, wurden im Rahmen der Berufsausbildung Kenntnisse und Fähigkeiten zur Wahrnehmung von Aufgaben der Zivilverteidigung vermittelt. An den polytechnischen und erweiterten Oberschulen war Zivilverteidigung Bestandteil des Wehrunterrichts.

## Auszeichnungen
Am 16. September 1970 wurde die Verdienstmedaille der Zivilverteidigung in drei Stufen gestiftet. Am 25. Oktober 1977 folgte die Stiftung der Medaille für treue Dienste in der ZV in vier Stufen und die Medaille für treue Pflichterfüllung in der ZV in drei Stufen.
Ab dem Jahr 1971 wurden für hervorragende Leistungen an ehrenamtlich in der Zivilverteidigung tätige Bürger der DDR besondere Bestenabzeichen verliehen. Diese waren schildförmig, 39 mm hoch, 31 mm breit und zeigten auf rot emailliertem Grund das Symbol der Zivilverteidigung. Darüber war auf weißem Hintergrund das Wort BESTER, eingerahmt von je einem Eichenblatt zu sehen. Ab dem Jahr 1981 gab es für diese Bestenabzeichen Wiederholungsanhänger, die in allem denjenigen bei der NVA verwendeten glichen. Bis zum Jahr 1985 zeigten die Anhänger eine bis zu zehnmalige Wiederholung an, die anschließend auf eine fünfmalige Wiederholung beschränkt wurde. Das Bestenabzeichen der Zivilverteidigung wurde bis zum Jahr 1990 verliehen.
Zudem gab es eine Vielzahl von Abzeichen und Ehrenzeichen.

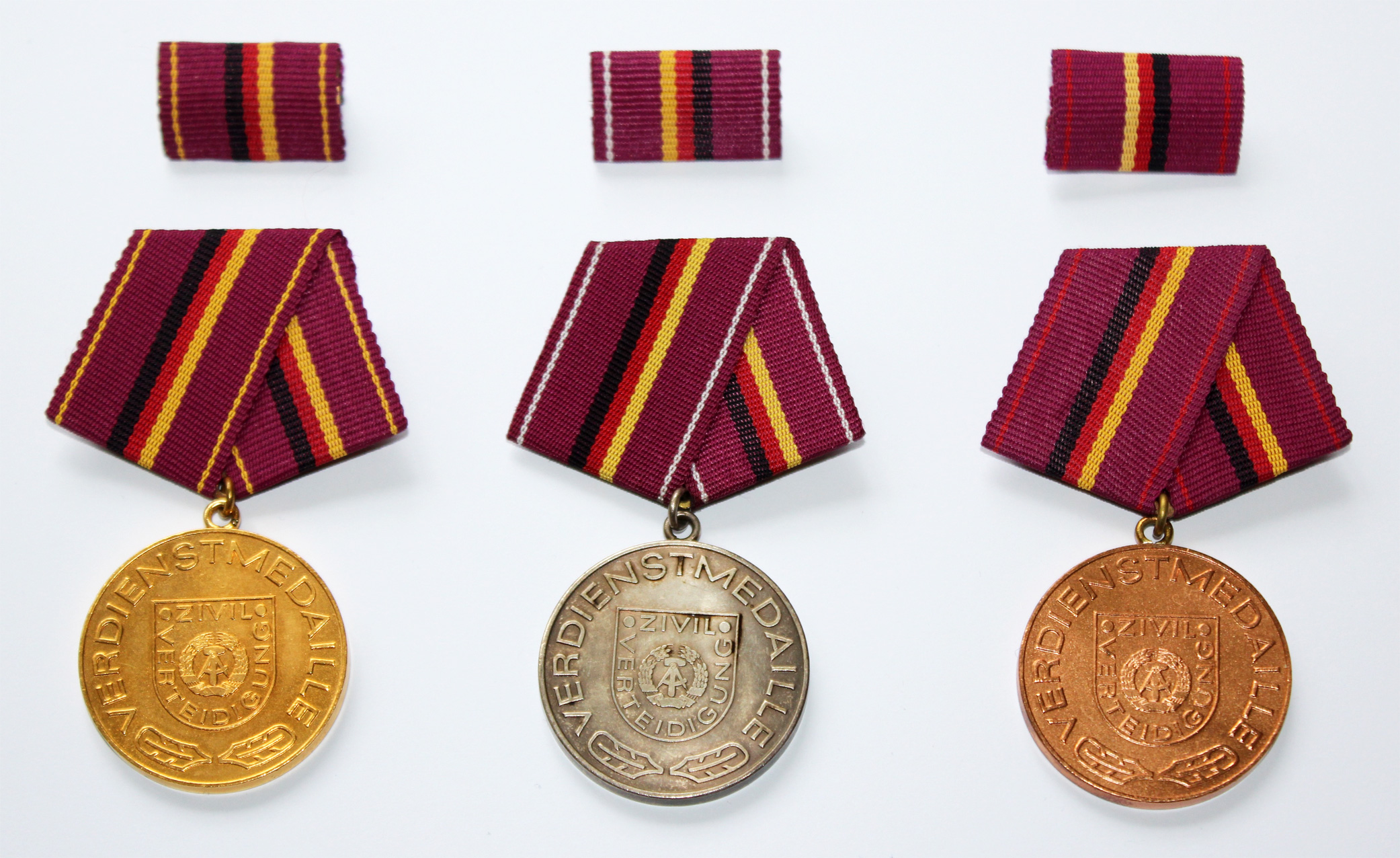
Verdienstmedaille
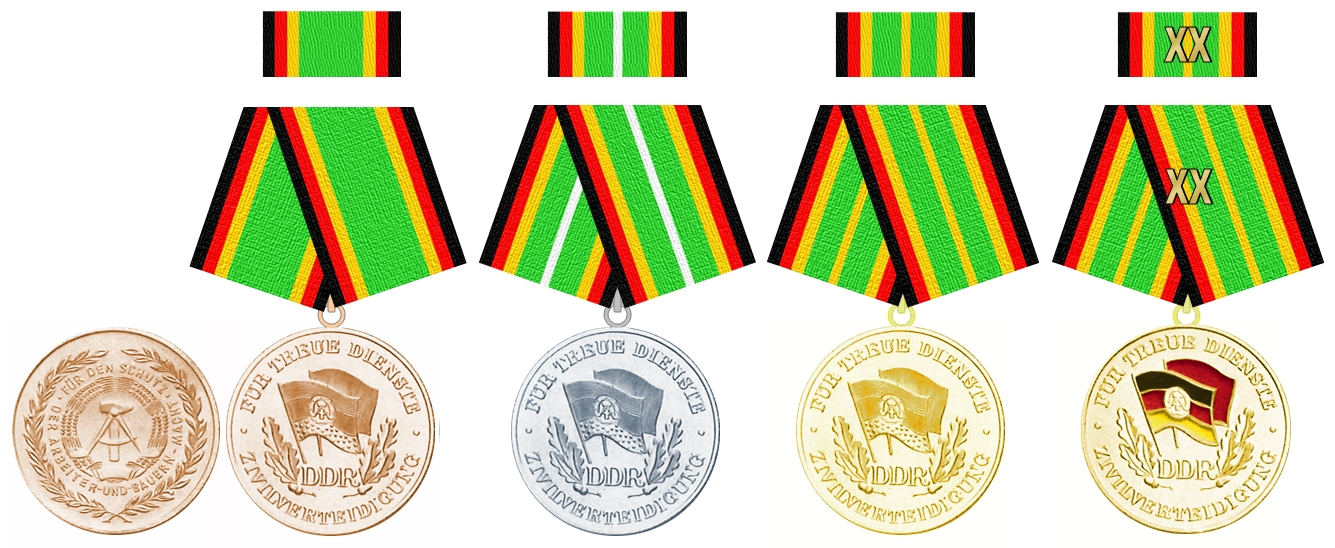
Medaille für treue Dienste
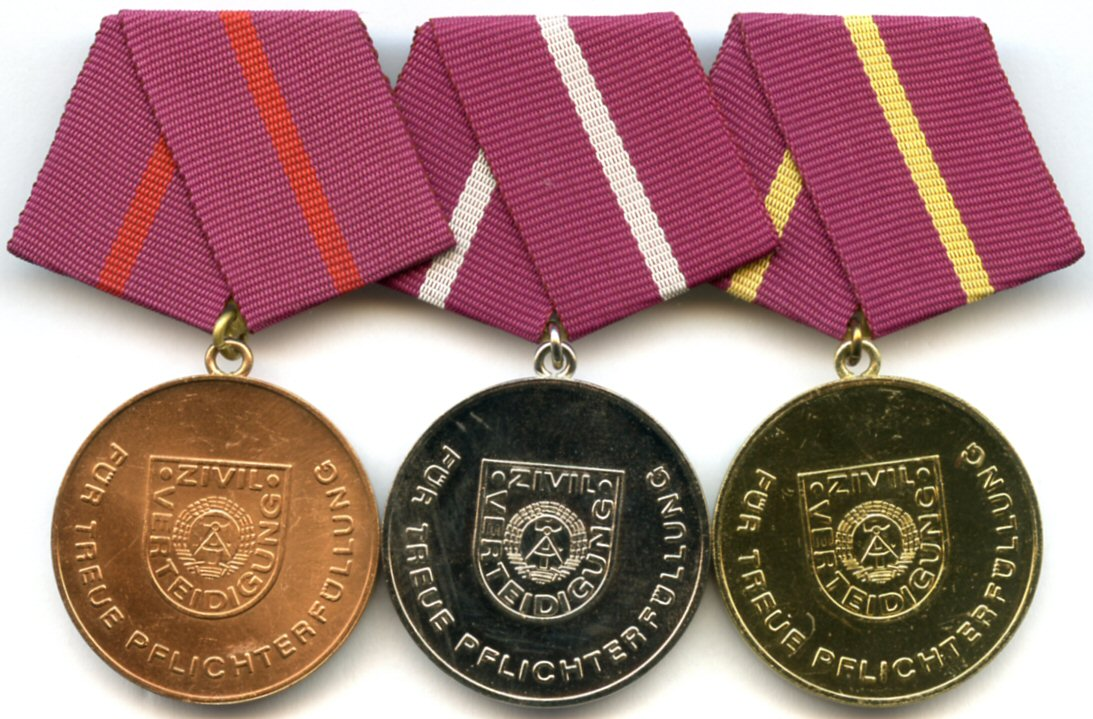
Medaille für treue Pflichterfüllung
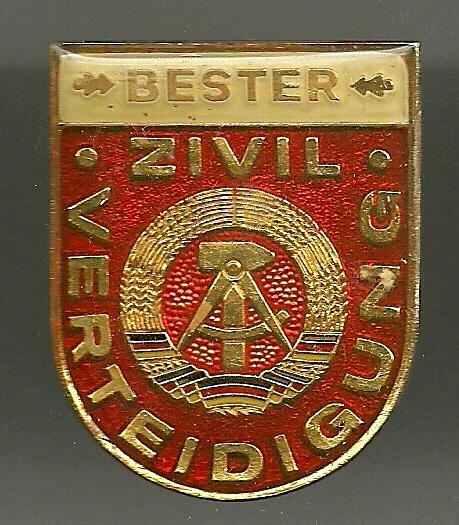
Bestenabzeichen der ZV